# Louis Bourguignon
Louis Joseph Jean-Baptiste Bourguignon, né le 20 octobre 1884 à Perwez et décédé le 23 novembre 1962 à Saint-Vaast (Belgique) est un homme politique belge communiste.
Médecin de profession, fut élu conseiller communal de Jumet; sénateur communiste de l'arrondissement de Charleroi-Thuin (1936-1939).

## Sources
- Notice sur Maitron